# Administrateur de territoire
Dans l'administration publique congolaise, un administrateur de territoire est le responsable local d'un territoire, il remplit notamment les fonctions d'officier d'état civil et de président de tribunal de territoire.